# Équipe de France de football en 2008
Maillots
L'Équipe de France de football participe en 2008 à l'Euro 2008 en Autriche et en Suisse au mois de juin 2008 (élimination au premier tour) et participe aux qualifications pour le Mondial 2010. L'équipe de France est entraînée par Raymond Domenech.

## Résumé de la saison

### Matchs amicaux
Le 6 février 2008, lors du match contre l'Espagne à Malaga, elle a retrouvé le maillot rouge (plus utilisé depuis 1986). Le match s'acheva par une défaite de la France sur le score de 1 but à 0. Le maillot rouge a également été utilisé lors du match du 27 mai face à l'Équateur (cette fois victoire de l'équipe de France 2-0).
Le 26 mars 2008, l'équipe de France affronte l'équipe d'Angleterre qui ne s'est pas qualifiée pour l'Euro 2008. Avant le match, un hommage est rendu à Thierry Gilardi, décédé la veille et qui était le commentateur des matchs de l'équipe de France depuis 2004.

### Matchs de préparation
Pour préparer l'Euro 2008, l'équipe de France affronte trois équipes sud-américaines : l'Équateur, le Paraguay et la Colombie. Face à l'Équateur, la France s'impose deux buts à zéro grâce à un doublé de Gomis qui fête ce jour-là, sa première sélection. La France concède le nul face au Paraguay avant de battre la Colombie un but à zéro.
L'annonce des joueurs sélectionnés pour la phase finale de la compétition s'est déroulée en plusieurs étapes. Ainsi, une liste élargie à trente joueurs est annoncée le 18 mai. Tous ces joueurs participent au stage de préparation qui s'achève par le premier match de préparation, face à l'Équateur. Le 28 mai, la liste est réduite à 23 joueurs, conformément au règlement de la compétition. Le gardien Mickaël Landreau, les défenseurs Julien Escudé et Philippe Mexès, les milieux Alou Diarra et Mathieu Flamini ainsi que les attaquants Hatem Ben Arfa et Djibril Cissé peuvent cependant être rappelés pour remplacer un joueur blessé jusqu'au 7 juin. Mathieu Flamini joue d'ailleurs le dernier match de préparation face à la Colombie en raison de la blessure de Patrick Vieira, sans être retenu pour la compétition.
Les plus grandes surprises sont les sélections de Steve Mandanda, normalement quatrième gardien qui entraîne la non-sélection de Mickaël Landreau (Raymond Domenech avait toujours annoncé que la hiérarchie des gardiens ne changerait pas) ainsi que Bafétimbi Gomis ainsi que l'absence de Djibril Cissé.

### Euro 2008

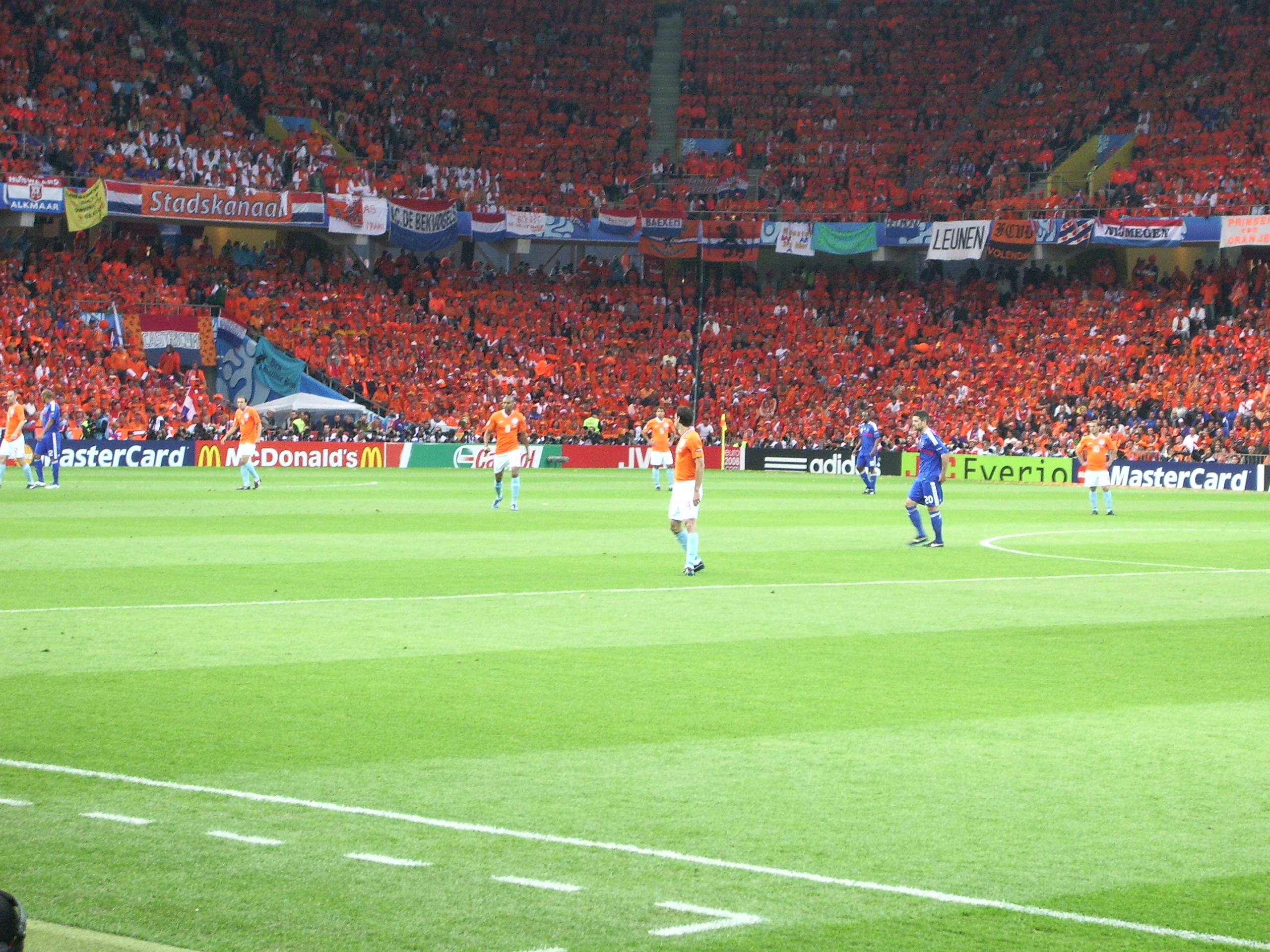
France - Pays-Bas

L'équipe de France débute l'Euro 2008 le 9 juin face à la Roumanie. Les Bleus concède le match nul (0-0).
Pour son deuxième match, le 13 juin, la France encaisse 4 buts contre l'équipe des Pays-Bas au cours de l'Euro 2008. Cela faisait 26 ans que l'équipe de France n'avait pas encaissé 4 buts au cours d'un même match et une défaite 0-4 lors d'un match amical contre la Pologne en 1982. En match officiel, c'est la première fois depuis 40 ans que les bleus encaissent plus de trois buts et une défaite 1-5 contre la Yougoslavie en quarts de finale de l'Euro 1968.
Le 17 juin, l'équipe de France est battue dans son troisième match par l'Italie 0-2. La France n'avait plus perdu contre l'Italie à l'issue du temps réglementaire depuis 30 ans et la défaite 1-2 en coupe du monde le 2 juin 1978.

### Début des éliminatoires de la Coupe du monde 2010
Malgré l'élimination au premier tour, Raymond Domenech est maintenu dans ses fonctions. Malgré une victoire en Suède au mois d'août lors d'un match amical, la France débute les éliminatoires de la Coupe du monde 2010 par une défaite trois buts à un en Autriche. Cette troisième défaite de rang en match officiel constitue une triste contre-performance : jamais jusque-là l'équipe de France n'avait perdu 3 matchs officiels consécutifs de toute son histoire. Ces 3 revers constituent une première en plus d'un siècle d'existence.
Le 14 octobre, la France bat la Tunisie trois buts à un. Une polémique éclate à la suite des sifflets ayant accompagné la Marseillaise. Le lendemain, le conseil fédéral de la FFF confirme Raymond Domenech dans ses fonctions par 18 voix pour et une abstention.
L'équipe de France dispute le 19 novembre, son dernier match de l'année face à l'Uruguay qui s'achève sur un match nul et vierge jugé décevant par les médias. Au cours du match, Steve Savidan, âgé de trente ans, débute en équipe de France. C'est le dix-huitième joueur à connaître sa première sélection à plus de trente ans depuis 1945. Sa prestation est saluée par les médias.

### Évolution du coefficient FIFA
Le tableau ci-dessous présente les coefficients mensuels de l'équipe de France publiés par la FIFA durant l'année 2008.
| Mois | janv. | fév. | mars | avril | mai | juin | juillet | août | sept. | oct. | nov. | déc. |
| Rang | 7     | 7    | 7    | 7     | 7   | 7    | 10      | 12   | 11    | 11   | 12   | 11   |

## Les matchs des A
| Date              | Stade                                   | Adversaire | Score | Comp            | Buteurs français                  |
| 6 février 2008    | Stade La Rosaleda Malaga, Espagne       | Espagne    | 0-1   | A               | -                                 |
| 26 mars 2008      | Stade de France Saint-Denis, France     | Angleterre | 1-0   | A               | Ribéry (31epen)                   |
| 27 mai 2008       | Stade des Alpes Grenoble, France        | Équateur   | 2-0   | A               | Gomis (58e, 85e)                  |
| 31 mai 2008       | Stadium municipal Toulouse, France      | Paraguay   | 0-0   | A               | -                                 |
| 3 juin 2008       | Stade de France Saint-Denis, France     | Colombie   | 1-0   | A               | Ribéry (24epen)                   |
| 9 juin 2008       | Stade du Letzigrund Zurich, Suisse      | Roumanie   | 0-0   | Euro (1er tour) | -                                 |
| 13 juin 2008      | Stade du Wankdorf Berne, Suisse         | Pays-Bas   | 1-4   | Euro (1er tour) | Henry (71e)                       |
| 17 juin 2008      | Stade du Letzigrund Zurich, Suisse      | Italie     | 0-2   | Euro (1er tour) | -                                 |
| 20 août 2008      | Ullevi Göteborg, Suède                  | Suède      | 3-2   | A               | Benzema (18e), Govou (61e, 77e)   |
| 6 septembre 2008  | Stade Ernst Happel Vienne, Autriche     | Autriche   | 1-3   | QCM             | Govou (61e)                       |
| 10 septembre 2008 | Stade de France Saint-Denis, France     | Serbie     | 2-1   | QCM             | Henry (53e), Anelka (63e)         |
| 11 octobre 2008   | Stade Gheorghe Hagi Constanţa, Roumanie | Roumanie   | 2-2   | QCM             | Ribéry (36e), Gourcuff (68e)      |
| 14 octobre 2008   | Stade de France Saint-Denis, France     | Tunisie    | 3-1   | A               | Henry (40e), (48e), Benzema (58e) |
| 19 novembre 2008  | Stade de France Saint-Denis, France     | Uruguay    | 0-0   | A               | -                                 |

A : match amical.
Euro : match de l'Euro 2008.
QCM : match qualificatif pour le Mondial 2010.

## Les joueurs en A
| Joueurs                                      | Espagne | Angleterre | Équateur | Paraguay | Colombie | Roumanie | Pays-Bas | Italie | Suède | Autriche | Serbie | Roumanie | Tunisie | Uruguay |
| Gardiens de but                              |         |            |          |          |          |          |          |        |       |          |        |          |         |         |
| Grégory Coupet (OL / Atletico Madrid)        | 90      | 90         |          | 90       | 90       | 90       | 90       | 90     |       |          |        |          |         |         |
| Sébastien Frey (ACF Fiorentina)              |         |            | 45       |          |          |          |          |        |       |          |        |          |         |         |
| Steve Mandanda (Olympique de Marseille)      |         |            | r45      |          |          |          |          |        | 90    | 90       | 90     | 90       | 90      |         |
| Hugo Lloris (OGC Nice / OL)                  |         |            |          |          |          |          |          |        |       |          |        |          |         | 90      |
| Défenseurs                                   |         |            |          |          |          |          |          |        |       |          |        |          |         |         |
| Éric Abidal (FC Barcelone)                   | 90      | 90         | 90       |          | 90       | 90       |          | 24     |       | susp.    | 90     | 90       | 90      |         |
| Lilian Thuram (FC Barcelone)                 | 45      | 90         | 90       |          | 90       | 90       | 90       |        |       |          |        |          |         |         |
| William Gallas (Arsenal)                     | 90      | 90         |          |          | 90       | 90       | 90       | 90     | 90    | 90       | 90     |          |         | 90      |
| Willy Sagnol (Bayern Munich)                 | 90      |            | 74       |          | 90       | 90       | 90       |        |       |          |        |          |         |         |
| Julien Escudé (FC Séville)                   | r45     |            | 45       |          |          |          |          |        |       |          |        |          |         |         |
| François Clerc (OL)                          |         | 90         | r16      | 90       |          |          |          | 90     |       |          |        |          |         |         |
| Patrice Évra (Manchester United)             |         |            | r45      | 90       |          |          | 90       | 90     | 90    | 90       |        | 90       |         | 90      |
| Jean-Alain Boumsong (OL)                     |         |            |          | 90       |          |          |          | r66    |       |          |        | 90       | 90      |         |
| Sébastien Squillaci (OL)                     |         |            |          | 90       |          |          |          |        |       |          |        |          |         |         |
| Philippe Mexès (AS Rome)                     |         |            |          |          |          |          |          |        | 90    | 90       |        |          |         | 90      |
| Bacary Sagna (Arsenal)                       |         |            |          |          |          |          |          |        | 90    | 71       | 90     | 90       |         |         |
| Gaël Clichy (Arsenal)                        |         |            |          |          |          |          |          |        |       |          | 90     |          | 90      |         |
| Rod Fanni (Stade rennais)                    |         |            |          |          |          |          |          |        |       |          |        |          | 90      | 90      |
| Milieux                                      |         |            |          |          |          |          |          |        |       |          |        |          |         |         |
| Florent Malouda (Chelsea)                    | 90      | 90         | r12      | 90       | 90       | 90       | 59       |        | 70    |          |        | r38      | r5      |         |
| Jérémy Toulalan (OL)                         | 90      | 90         |          | 70       | 90       | 90       | 90       | 90     | 90    | 90       | 90     | 90       | 90      | 90      |
| Lassana Diarra (Portsmouth)                  | 90      |            | 90       | r45      | r65      |          |          |        | 90    | 90       | 90     |          |         |         |
| Hatem Ben Arfa (OM)                          | r8      |            | 78       |          |          |          |          |        |       |          |        |          | r45     |         |
| Patrick Vieira (Inter Milan)                 | 82      |            |          |          |          |          |          |        |       |          |        |          |         | 45      |
| Franck Ribéry (Bayern Munich)                |         | 90         |          | 45       | 76       | 90       | 90       | 10     |       |          |        | 90       | 45      | 58      |
| Claude Makélélé (Chelsea FC / PSG)           |         | 90         |          | 45       | 90       | 90       | 90       | 90     |       |          |        |          |         |         |
| Samir Nasri (Arsenal)                        |         |            | 90       | r20      | r76      | r12      |          | r14    |       | 80       |        |          |         | r18     |
| Alou Diarra (Bordeaux)                       |         |            | 45       |          |          |          |          |        | r20   |          | r12    | 90       | 90      | r45     |
| Mathieu Flamini (Milan AC)                   |         |            | r45      |          |          |          |          |        |       |          | r1     |          |         |         |
| Yoann Gourcuff (Bordeaux)                    |         |            |          |          |          |          |          |        | r2    | r19      | 90     | 90       | 81      | 72      |
| Attaquants                                   |         |            |          |          |          |          |          |        |       |          |        |          |         |         |
| Nicolas Anelka (Chelsea)                     | 60      | 80         | 90       | r28      | r77      | 72       | r15      | r23    |       | r10      | r45    |          |         | 45      |
| Karim Benzema (OL)                           | r30     |            |          | 62       | 65       | 78       |          | 90     | 90    | 90       | 45     | 52       | 69      | r32     |
| Thierry Henry (FC Barcelone)                 | 90      |            |          | 45       | 45       | 77       | 90       | 90     | 90    | 90       | 90     | 90       | 85      | 72      |
| Djibril Cissé (OM)                           |         | r10        | 45       |          |          |          |          |        |       |          |        |          |         |         |
| Sidney Govou (OL)                            |         | r26        |          | r45      |          |          | 75       | 67     | 90    | 90       | 82     |          |         |         |
| David Trezeguet (Juventus)                   |         | 64         |          |          |          |          |          |        |       |          |        |          |         |         |
| Bafétimbi Gomis (AS Saint-Étienne)           |         |            | r45      | r45      |          | r18      | r31      |        |       |          |        |          |         |         |
| Jimmy Briand (Stade rennais)                 |         |            |          |          |          |          |          |        |       |          |        | r2       | r9      | r18     |
| Florent Sinama-Pongolle (Atlético de Madrid) |         |            |          |          |          |          |          |        |       |          |        |          | r21     |         |
| Steve Savidan (SM Caen)                      |         |            |          |          |          |          |          |        |       |          |        |          |         | r45     |

## Les matchs des A'
L'équipe de France de football A' a quant à elle disputée deux matchs amicaux.
| Date           | Stade                             | Adversaire | Score | Buteurs français                                 |
| 5 février 2008 | Stade Municipal Marbella, Espagne | RD Congo   | N 0-0 |                                                  |
| 25 mars 2008   | Stade Charléty Paris, France      | Mali       | V 3-2 | Nasri (1re), Rothen (34e), Sinama-Pongolle (47e) |

## Les joueurs en A'
| Joueurs                            | République démocratique du Congo | Mali   |
| Gardiens de but                    |                                  |        |
| Steve Mandanda (OM)                | 45                               | 45     |
| Hugo Lloris (OL)                   | 45 (R)                           | 45 (R) |
| Défenseurs                         |                                  |        |
| Bacari Sagna (Arsenal)             | 90                               | -      |
| Jean-Alain Boumsong (OL)           | 90                               | 90     |
| Philippe Mexès (AS Rome)           | 90                               | -      |
| Gaël Clichy (Arsenal)              | 90                               | 45     |
| Matthieu Delpierre (VfB Stuttgart) | -                                | 45     |
| Anthony Réveillère (OL)            | -                                | 45 (R) |
| Adil Rami (Lille OSC)              | -                                | 73     |
| Gaël Givet (OM)                    | 13 (R)                           | 17 (R) |
| Milieux                            |                                  |        |
| Alou Diarra (Bordeaux)             | 90                               | -      |
| Mathieu Flamini (Arsenal)          | 17                               | -      |
| Jérôme Rothen (Paris SG)           | 90                               | 45     |
| Samir Nasri (Arsenal)              | 77                               | 54     |
| Hatem Ben Arfa (OM)                | -                                | 45 (R) |
| Rio Mavuba (Lille OSC)             | -                                | 90     |
| Mathieu Bodmer (OL)                | -                                | 90     |
| Attaquants                         |                                  |        |
| Jimmy Briand (Rennes)              | 90                               | 90     |
| Jérémy Ménez (AS Monaco)           | 73 (R)                           | -      |
| Florent Sinama-Pongolle (Huelva)   | -                                | 90     |
| Loïc Rémy (RC Lens)                | -                                | 36 (R) |

(R : Rentré en cours de jeu)

## Maillot
L'équipe de France utilise pour l'année 2008 un maillot confectionné par l'équipementier Adidas. La France porte pour la première fois depuis 1986, et un match d'entraînement face au Guatemala, un maillot rouge. Après l'élimination au premier tour de l'Euro, Adidas présente un nouveau maillot pour les matchs à domicile. La France l'utilise pour la première fois lors du match amical face à la Suède.

Maillot de l'équipe de France à domicile
Maillot de l'équipe de France à l'extérieur

| Couleurs     | Bleu, blanc et rouge |              |                  |           |               |
| Marque       | Adidas               |              |                  |           |               |
| Domicile (1) | Domicile bis (1)     | Domicile (2) | Domicile bis (2) | Exterieur | Exterieur bis |

## Audience des matchs
| Jour de diffusion | Match               | Compétition                            | Diffuseur | Téléspectateurs | Part d'audience |
| 6 février 2008    | Espagne – France    | Amical                                 | TF1       | 6 800 000       | 29,1%           |
| 26 mars 2008      | France – Angleterre | Amical                                 | TF1       | 8 300 000       | 33,8%           |
| 27 mai 2008       | France – Équateur   | Amical                                 | TF1       | 7 400 000       | 31,2%           |
| 31 mai 2008       | France – Paraguay   | Amical                                 | TF1       | 6 840 000       | 33,5%           |
| 3 juin 2008       | France – Colombie   | Amical                                 | TF1       | 8 586 000       | 32,8%           |
| 9 juin 2008       | Roumanie – France   | Championnat d'Europe (Phase de groupe) | M6        | 9 617 000       | 54,0%           |
| 13 juin 2008      | Pays-Bas – France   | Championnat d'Europe (Phase de groupe) | TF1       | 12 651 000      | 52,0%           |
| 17 juin 2008      | France – Italie     | Championnat d'Europe (Phase de groupe) | M6        | 13 223 000      | 47,8%           |
| 20 aout 2008      | Suede – France      | Amical                                 | TF1       | 5 329 000       | 27,8%           |
| 6 septembre 2008  | Autriche – France   | Qualifications Coupe du monde 2010     | TF1       | 5 977 000       | 28,3%           |
| 10 septembre 2008 | France – Serbie     | Qualifications Coupe du monde 2010     | TF1       | 9 559 000       | 41,5%           |
| 11 octobre 2008   | Roumanie – France   | Qualifications Coupe du monde 2010     | TF1       | 7 334 000       | 33,0%           |
| 14 octobre 2008   | France – Tunisie    | Amical                                 | TF1       | 6 740 000       | 28,5%           |
| 19 novembre 2008  | France – Uruguay    | Amical                                 | TF1       | 7 700 000       | 30,9%           |